# زبان‌های ایرانی میانه
از زمان کشته شدن داریوش سوم واپسین پادشاه هخامنشی در سال ۳۳۱ پیش از میلاد تا سال ۸۶۷ میلادی برابر با ۲۵۴ هجری -سالی که یعقوب لیث به پادشاهی رسید و زبان فارسی دری رسمیت یافت- دورهٔ میانهٔ زبان‌های ایرانی به‌شمار می‌آید.
تا چند سال پس از ظهور اسلام آثاری به برخی از زبان‌های این دوره نوشته شده‌اند اما برای آسانی تقسیم‌بندی، آغاز دوره اسلامی را پایان دوره میانه و آغاز دورهٔ نو زبان‌های ایرانی می‌دانند. زبان‌های ایرانی دوره میانه را از نظر ویژگی‌های زبانی به دو گروه غربی و شرقی بخش می‌کنند.
زبان‌های ایرانی میانه به دو گروه تقسیم می‌شوند:
1. گروه ایرانی میانه غربی، شامل پارتی (یا پهلوی اشکانی) و پارسی میانه (یا پهلوی)
2. گروه ایرانی میانه شرقی، شامل سغدی، سکایی (یا ختنی)، خوارزمی و باختری (یا بلخی)

از دیگر زبان‌های ایرانی میانه
زبان‌های شرقی را از آن رو که خاستگاه آنها شرق ایران و زبان‌های غربی را از آن رو خاستگاه آنها غرب ایران بوده است چنین نامیده‌اند. برای هریک از این زبان‌ها مشخصه‌ها و حتی گویش‌هایی متفاوت می‌شناسیم. از زبان‌های مادی و اوستایی که در دورهٔ باستان رایج بوده است، در دورهٔ میانه، زبانی منشعب نشده و چگونگی از میان رفتن آنها روشن نیست. بیشتر آن زبان‌های ایرانی میانه شرقی و بخشی از آثار زبان‌های ایرانی میانهٔ غربی را پژوهشگرانی از فرانسه و انگلستان و آلمان و روسیه و ژاپن در اواخر سدهٔ ۱۹ و اوایل سدهٔ ۲۰ میلادی از ترکستان چین یا ترکستان شرقی(اویغورستان)به دست آوردند. از فرارودان بخشی دیگر از آثار زبان‌های ایرانی میانهٔ شرقی و غربی را پژوهشگران شوروی پیشین و فرانسوی در نیمهٔ اول سدهٔ ۲۰ میلادی به دست آوردند.